# Феурей-Сат
Феурей-Сат (рум. Făurei-Sat) — село у повіті Бреїла в Румунії. Входить до складу комуни Сурділа-Греч.
Село розташоване на відстані 112 км на північний схід від Бухареста, 62 км на захід від Бреїли, 148 км на північний захід від Констанци, 75 км на південний захід від Галаца, 142 км на південний схід від Брашова.

## Населення
За даними перепису населення 2002 року у селі проживала 401 особа, усі — румуни. Усі жителі села рідною мовою назвали румунську.